# Robin Kern
 Robin Kern  (nacido el 3 de octubre de 1993) es un tenista profesional alemán nacido en la ciudad de Nuremberg.

## Carrera
Comenzó a jugar tenis a los cuatro años, con su madre. Sus superficies favoritas son las pistas duras y canchas de césped y su tiro favorito el servicio. Un torneo favorito es Wimbledon y su ídolo de niño fue Roger Federer.

### Junior
Ganó el Abierto de Estados Unidos 2011 en modalidad de dobles junior, junto a su compatriota Julian Lenz como pareja y alcanzó la posición nº11 del ranking combinado junior el 12 de diciembre de 2011.

#### Títulos de Grand Slam Junior

##### Individuales
| N.º | Año  | Campeonato                | Superficie | Compañero   | Oponentes en la final             | Marcador final |
| --- | ---- | ------------------------- | ---------- | ----------- | --------------------------------- | -------------- |
| 1.  | 2011 | Abierto de Estados Unidos | Dura       | Julian Lenz | Maxim Dubarenco Vladyslav Manafov | 7–5, 6-4       |

### Profesional
Kern hizo su debut en el ATP World Tour en el 2011, cuando se le dio un comodín en el cuadro principal del Torneo de Stuttgart. Allí, perdió en la primera ronda ante el italiano Fabio Fognini en sets corridos. En 2012, Kern fue nuevamente invitado en el cuadro principal del Mercedes Cup, donde perdió ante Thomaz Bellucci en la primera ronda. En 2013, recibió una invitación especial para el mismo torneo por tercera vez consecutiva, perdiendo ante el clasificado alemán Nils Langer 6-3, 4-6, 3-6 en la primera ronda.
Su mejor ranking individual es el N.º 350 alcanzado el 7 de octubre de 2013, mientras que en dobles logró la posición 340 el 23 de junio de 2014.
Ha logrado hasta el momento 1 título de la categoría ATP Challenger Tour en la modalidad de dobles, así como también ha obtenido varios títulos Futures tanto en individuales como en dobles.

## Títulos; 1 (0 + 1)
| Leyenda                     | Individuales | Dobles |
| --------------------------- | ------------ | ------ |
| Grand Slam                  | 0            | 0      |
| ATP World Tour Finals       | 0            | 0      |
| ATP World Tour Másters 1000 | 0            | 0      |
| ATP World Tour 500 Series   | 0            | 0      |
| ATP World Tour 250 Series   | 0            | 0      |
| ATP Challenger Series       | 0            | 1      |

### Dobles
| N.º | Fecha      | Torneo                | Superficie | Compañero       | Oponentes en la final | Resultado       |
| --- | ---------- | --------------------- | ---------- | --------------- | --------------------- | --------------- |
| 1.  | 21.06.2014 | Challenger de Tianjín | Dura       | Josselin Ouanna | Jason Jung Evan King  | 6-73, 7-5, 10-8 |